# Left Behind (Lost)
Left Behind este un episod al serialului de televiziune Lost, sezonul 3.